# Louis Smith
Louis Smith, MBE (Cambridgeshire, 22 de abril de 1989) é um ginasta britânico que compete em provas de ginástica artística, representando a Grã-Bretanha.
Louis frequentou a escola Arthur Mellows Village, em Glinton, Peterborough e tem como aparelho de melhor performance, enquanto ginasta, o cavalo com alças, que lhe proporcionou o bicampeonato júnior da maior disputa continental, o Europeu, e o campeonato dos Jogos da Commonwealth.
Em 2007, participou do Mundial de Stuttgart, o primeiro da carreira, no qual conquistou a medalha de bronze. Com esse resultado, o atleta classificou-se para disputar os Jogos Olímpicos de Pequim, em 2008. Nesta edição, subiu novamente ao pódio, como medalhista de bronze. Em 2009, no Campeonato Europeu realizado em Milão, o ginasta conquistou nova medalha: de prata.